# 김민솔 (1993년)

김민솔 1993 년 ~ 는 대한민국의 방송인의 KBS춘천방송총국 리포터이다.

## 경력
방송•행사 MC 아나운서
6시 내고향 춘천 강원 영서권 리포터
2022.05~ KBS춘천방송총국 편성제작국 리포터
2018.08~2021.12 지방자치TV 아나운서

## 방송 출연
6시내고향 리포터 / 대현인사이드 패션 쇼호스트
Grip 그리퍼 '솔포터' 리포터
쇼호스트